# Lijst van mijnbouwgebieden in Colombia
Deze lijst bevat de mijnbouwgebieden in Colombia.

## Mijnbouwgebieden in Colombia
|                     | Mijnbouwgebieden in Colombia | Mijnbouwgebieden in Colombia | Mijnbouwgebieden in Colombia                                            | Mijnbouwgebieden in Colombia | Mijnbouwgebieden in Colombia | Mijnbouwgebieden in Colombia | Mijnbouwgebieden in Colombia                                    | Mijnbouwgebieden in Colombia                                                  | Mijnbouwgebieden in Colombia |
| Mijnbouwgebied      | Departement(en)              | Gemeenten | Gebergte                                                                | Gemiddelde hoogte (m)        | Ligging                      | Topografie departement       | Productie                                                       | Bijzonderheden                                                                | Foto                         |
| ------------------- | ---------------------------- | --- | ----------------------------------------------------------------------- | ---------------------------- | ---------------------------- | ---------------------------- | --------------------------------------------------------------- | ----------------------------------------------------------------------------- | ---------------------------- |
| Barrancas           | La Guajira                   | Barrancas Maicao Hato Nuevo Albania | tussen de Sierra Nevada de Santa Marta (NW) en Serranía del Perijá (ZO) | 40- 89                       |                              |                              | • steenkool                                                     | • El Cerrejón-mijn • Cerrejón-formatie                                        |                              |
| La Jagua            | Cesar                        | Becerril El Paso Codazzi La Jagua La Loma | tussen Magdalenavallei (W) en Serranía del Perijá (O)                   | 50- 137                      |                              |                              | • steenkool                                                     | •                                                                             | gewenst                      |
| Sabana de Bogotá    | Cundinamarca                 | Bogotá Bojacá Chía Gachancipá Guasca La Calera Madrid Mosquera Nemocón Sibaté Soacha Sopó Subachoque Tabio Tenjo Tocancipá                                        | Sabana de Bogotá Cordillera Oriental                                    | 2600                         |                              |                              | • klei • bouwmateriaal e.a.                                     | •                                                                             | gewenst                      |
| Paz de Rio          | Boyacá                       | Belén Corrales Duitama Firavitoba Iza Jericó Monguí Nobsa Paipa Paz de Río Pesca Santa Rosa de Viterbo Socotá Socha Tasco Tibasosa Tópaga                         | Cordillera Oriental                                                     | 2200- 3100                   |                              |                              | • kalksteen • steenkool • ijzererts • fosforhoudende gesteenten | •                                                                             | gewenst                      |
| Luruaco             | Atlántico Bolívar            | Arjona Cartagena Luruaco Repelón Puerto Colombia Turbaná Turbaco                                                                                                  |                                                                         |                              |                              |                              | • kalksteen • bouwmateriaal e.a.                                | •                                                                             | gewenst                      |
| Ataco-Payandé       | Tolima                       | Ataco Chaparral Coello Coyaima Carmen de Apicalá Espinal Flandes Guamo Ibagué Melgar Rovira Saldaña San Luis Valle de San Juan                                    | Cordillera Central                                                      |                              |                              |                              | • kalksteen • bouwmateriaal e.a.                                | •                                                                             | gewenst                      |
| El Tambo-Dovio      | Valle del Cauca Cauca        | Bolívar Buenaventura Buenos Aires Buga Bugalagrande Caicedonia Cali Candelaria El Dovio El Tambo Guacarí Ginebra Jamundí Puerto Tejada Sevilla Suárez Vijes Yumbo | Cordillera Occidental                                                   | 7- 1864                      |                              |                              | • goud • zilver • platina • steenkool • kalksteen               | • Vondst van mini-olifant Cuvieronius in Yumbo                                |                              |
| Zipaquirá           | Cundinamarca                 | Cogua Cucunubá Guachetá Lenguazaque Samacá Sutatausa Tausa Zipaquirá                                                                                              | Cordillera Oriental                                                     | 2550- 3010                   |                              |                              | • steenkool • silicium • steenzout                              | • Zoutkathedraal                                                              |                              |
| Amagá-Medellín      | Antioquia                    | Amagá Angelópolis Fredonia Itagüí Medellín Bello Copacabana Girardota Titiribí Venecia                                                                            | Cordillera Central                                                      | 1250- 2550                   |                              |                              | • steenkool • kleimineralen • bouwmateriaal                     | • in Venecia een van de hoogste natuurlijke piramides ter wereld (Cerro Tusa) | gewenst                      |
| El Zulia            | Norte de Santander           | Cúcuta Chinácota Chitagá El Zulia Los Patios Pamplona Salazar de Las Palmas San Cayetano Sardinata Tibú Villa del Rosario                                         | Cordillera Oriental                                                     | 220- 2397                    |                              |                              | • steenkool • fosforhoudend gesteente • kalksteen • klei        | •                                                                             | gewenst                      |
| Puerto Nare         | Antioquia                    | Puerto Berrío Puerto Nare Puerto Triunfo San Luis Sonsón | Cordillera Central                                                      | 125- 2475                    |                              |                              | • kalksteen • ijzerhoudende kleimineralen                       | •                                                                             | gewenst                      |
| Oriente Antioqueño  | Antioquia                    | Abejorral La Unión Carmen de Viboral Rionegro | Cordillera Central                                                      | 2080- 2500                   |                              |                              | • kalksteen • kaoliniet • klei • bouwmateriaal e.a.             | •                                                                             | gewenst                      |
| Montelíbano         | Córdoba                      | Ayapel Buenavista La Apartada Montelíbano Planeta Rica Pueblo Nuevo Puerto Libertador                                                                             | Cordillera Central                                                      | 20- 108                      |                              |                              | • goud • zilver • steenkool • nikkel                            | • Cerro Matoso-mijn • leefgebied van de zenú                                  | gewenst                      |
| Los Santos          | Santander                    | Curití Los Santos Villanueva Zapatoca | Cordillera Oriental                                                     | 1310- 1720                   |                              |                              | • kalksteen • gips                                              | • Geo von Lengerke woonde en stierf in Zapatoca                               | gewenst                      |
| Nordeste Antioqueño | Antioquia                    | Amalfi Anorí Cáceres Caucasia El Bagre Nechí Maceo Remedios San Roque Segovia Tarazá Zaragoza                                                                     | Cordillera Central                                                      |                              |                              |                              | • goud • kalksteen • klei                                       | •                                                                             | gewenst                      |
| Frontino            | Antioquia                    | Abriaquí Anzá Buriticá Dabeiba El Carmen de Atrato Frontino Murindó Mutatá Urrao                                                                                  | Cordillera Occidental                                                   | 25- 2920                     |                              |                              | • koper • goud • mangaan • zilver • platina • gips              | •                                                                             | gewenst                      |
| Marmato             | Caldas Risaralda             | Marmato Quinchía Supía | Cordillera Central                                                      | 1183- 1825                   |                              |                              | • goud • zilver                                                 | • Quinchía-mijn                                                               | gewenst                      |
| Santa Rosa          | Bolívar                      | San Pablo Santa Rosa del Sur Simití | Serranía de San Lucas                                                   | 45- 650                      |                              |                              | • goud • zilver                                                 | •                                                                             | gewenst                      |
| Istmina             | Chocó                        | Condoto Istmina Bagadó Sipí Tadó | Cordillera Occidental                                                   | 70- 200                      |                              |                              | • goud • zilver • platina                                       | •                                                                             | gewenst                      |
| Costa Pacífica Sur  | Cauca Nariño                 | Barbacoas Guapi López de Micay Magüí Iscuandé Timbiquí | Cordillera Occidental                                                   | 4- 36                        |                              |                              | • goud • zilver • platina                                       | •                                                                             | gewenst                      |
| San Martín de Loba  | Bolívar                      | San Jacinto San Martín de Loba Barranco Río Viejo Montecristo Morales Pinillos Tiquisio                                                                           | Serranía de San Lucas                                                   | 15- 78                       |                              |                              | • goud • zilver                                                 | •                                                                             | gewenst                      |
| La Llanada          | Nariño                       | Cumbitara La Llanada Los Andes Mallama Samaniego Santacruz | Cordillera Occidental                                                   | 578- 2489                    |                              |                              | • goud • zilver                                                 | •                                                                             | gewenst                      |
| Vetas               | Santander                    | California Vetas | Cordillera Oriental                                                     | 2050- 3350                   |                              |                              | • goud • zilver                                                 | •                                                                             | gewenst                      |
| Mercaderes          | Cauca Nariño                 | Almaguer Balboa Bolívar Mercaderes El Tambo | Cordillera Occidental                                                   | 923- 2312                    |                              |                              | • goud • zilver                                                 | •                                                                             | gewenst                      |
| Muzo                | Boyacá Cundinamarca          | Coper Briceño La Victoria Maripí Muzo Otanche Pauna Quípama San Pablo de Borbur Yacopí                                                                            | Cordillera Central                                                      | 830- 1416                    |                              |                              | • smaragden                                                     | • beste kwaliteit en grootste smaragd ter wereld                              | gewenst                      |
| Chivor              | Boyacá Cundinamarca          | Chivor Gachalá Guateque Somondoco Ubalá | Cordillera Oriental                                                     | 1695- 1949                   |                              |                              | • smaragden                                                     | •                                                                             | gewenst                      |

## Opmerkingen
- cursief-vette gemeentes staan afgebeeld
- Illegale mijnbouwgebieden zijn niet opgenomen